# Otok Oštarijski
Otok Oštarijski es una localidad de Croacia situada en el municipio de Ogulin, en el condado de Karlovac. Según el censo de 2021, tiene una población de 342 habitantes.

## Demografía
| Gráfica de población de Otok Oštarijski 1857-2011                  |
|                                                                    |
| Según los censos de población de la Oficina de Estadísticas Croata |